# Lagonda Taraf
Lagonda Taraf — задньоприводний чотиридверий розкішний седан побудований британським автовиробником Aston Martin. Марка автомобілів Lagonda була створена в 1906 році і знаходиться у власності Aston Martin з 1947 року. Всього побудовано тільки 120 автомобілів, кожен з яких оцінюється в $1 мільйон.
Ім'я "Taraf" в арабській мові значить "надзвичайна розкіш".

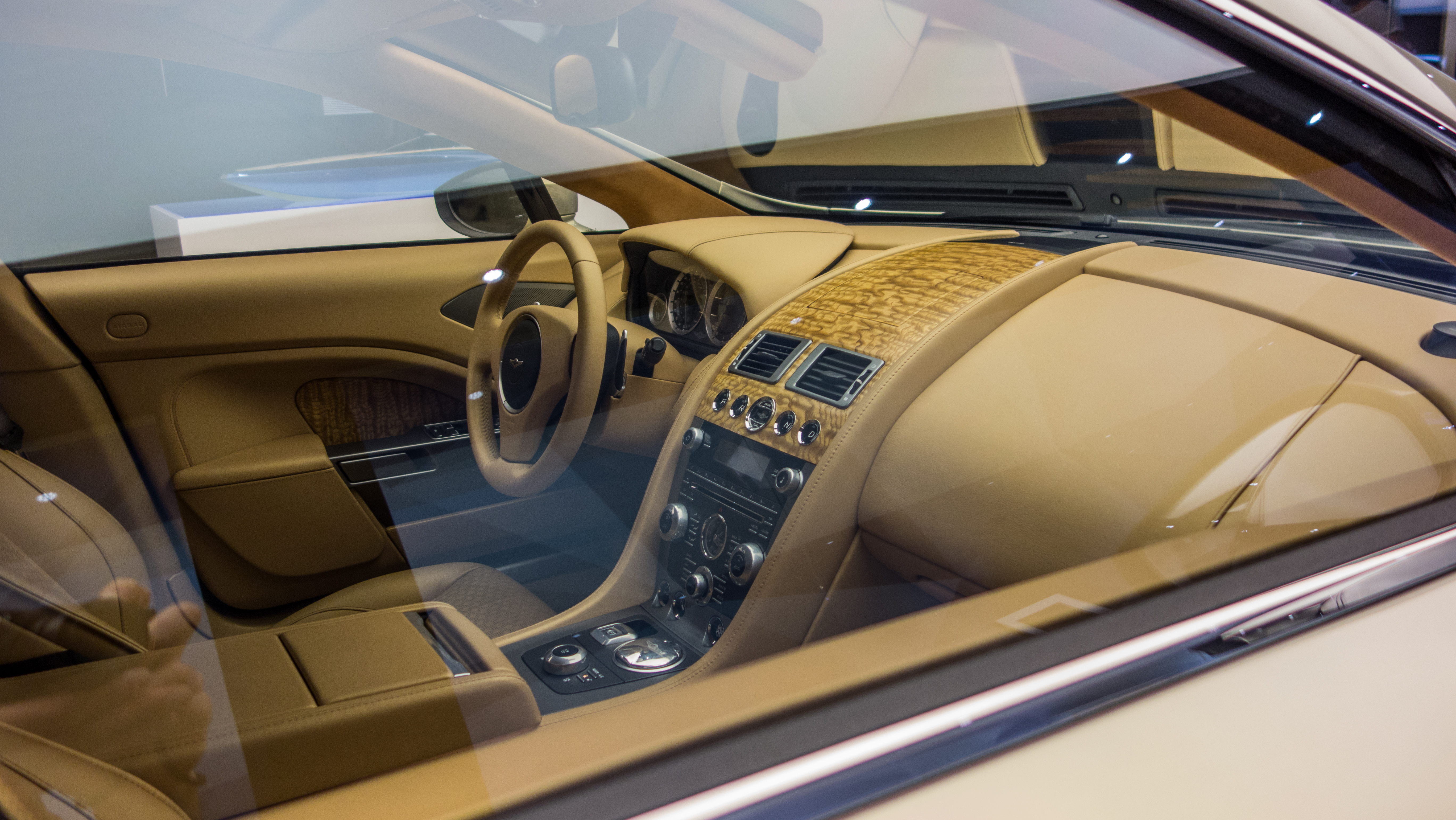

Автомобіль збудований на розширеній платформі VH і комплектується 5,9-літровим V12 атмосферним двигуном, який виготовляється на заводі Форд в Кельні і розвиває 560 к.с. (411 кВт) при 6650 об/хв та 630 Нм при 5550 об/хв, що працює з 8-ступеневою автоматичною коробкою передач. Максимальна швидкість становить 314 км/год, розгін від 0 до 100 км/год складає 4,6 с.

## Двигун
- 6.0 L AM11 V12 560 к.с. (411 кВт) при 6650 об/хв та 630 Нм при 5550 об/хв